# Gouvernement Ziguélé II
Le Gouvernement Ziguélé 2 est le gouvernement de la République centrafricaine de la publication du décret présidentiel  du 30 août 2001, jusqu’à la nomination du Gouvernement Ziguélé 3, le 16 janvier 2003. Il s’agit d’un gouvernement nommé par le Président Ange-Félix Patassé.

## Composition
Le gouvernement Ziguélé 2 est composé de 29 membres, dont le Premier ministre, 3 ministres d’État, 16 ministres et 9 ministres délégués.

### Premier ministre
- Premier ministre, Chef du Gouvernement: Martin Ziguélé

### Ministres d’État
- Ministre d’État, de la Communication, des Postes et Télécommunications, chargé des nouvelles Technologies, de la Culture et de la Francophonie: Gabriel Jean-Edouard Koyambounou (MLPC)
- Ministre d'État chargé du Budget: Eric Sorongopé (MLPC)
- Ministre d'État, Conseiller spécial de la Présidence de la République: Joseph Vermont Tchendo (MLPC)

### Ministres
- Ministre chargé de la Promotion du monde rural: Salomon Namkoséréna
- Ministre des Affaires étrangères: Agba Otikpo Mézodé
- Ministre de la Défense nationale: Pierre Angoa (MLPC)
- Ministre de l’Intérieur et Sécurité publique: Joseph Mozoulé (MLPC)
- Ministre de la Justice: Marcel Météfara (MLPC)
- Ministre de la Fonction publique, Emploi et Prévoyance sociale: Laurent Ngon Baba (Parti africain de développement)
- Ministre des Eaux, Forêts, Chasse, Pêche, Environnement et Tourisme: Constance Nathalie Gounébana
- Ministre de l’Équipement, de l’Aménagement, des Transports, chargé du Désenclavement: André Tobi Kotazo (MLPC)
- Ministre chargé des Relations avec le Parlement: Michel Docko
- Ministre des Mines, de l’Énergie et de l’Hydraulique: André Nalké Dorogo (MLPC)
- Ministre de Éducation nationale et de l’Enseignement supérieur: Timoléon M'Baikoua (MLPC)
- Ministre des Affaires sociales, Promotion des Femmes, Jeunes, chargé de la réinsertion des handicapés: Françoise Ibrahim (CN Convention nationale)
- Ministre de la Jeunesse et des Sports: Jean Dominique N'Darata (UDR/FK[3])
- Ministre de la Santé publique et Population: Joseph Kalité
- Ministre du Commerce et de l’Industrie, chargé de la promotion du secteur privé: Jacob M'Baitadjim (MLPC)
- Ministre du Plan et de la coopération internationale: Alexis N'Gomba

### Ministres délégués
- Ministre délégué à la Sécurité publique: Cyrus Emmanuel Sandy (MLPC)
- Ministre délégué aux Finances et au Budget: Lazare Dokoula (MLPC)
- Ministre délégué au Plan et à la coopération internationale: Clément Eregani (MLPC)
- Ministre délégué aux Affaires étrangères: Victor Boucher
- Ministre délégué au Désarmement: général de brigade Xavier Sylvestre Yangongo
- Ministre délégué à la Francophonie: Marguerite Koffio (MLPC)
- Ministre délégué à l'Équipement: Binga Bassoukpalo
- Ministre délégué à l'Éducation nationale: André Ringui le Gaillard (MLPC)
- Ministre délégué à l'Environnement et au Tourisme: Jean-Michel Mandaba (MLPC)